# Registro, evaluación, autorización y restricción de sustancias químicas
El Reglamento de Registro, evaluación, autorización y restricción de sustancias químicas (abreviadamente REACH, de su forma inglesa Registration, Evaluation, Authorisation and restriction of CHemicals) es un reglamento comunitario europeo de 18 de diciembre de 2006. El REACH regula la producción y el uso de sustancias químicas, y sus potenciales impactos tanto sobre la salud humana como sobre el ecosistema. Sus 849 páginas tardaron siete años en ser elaboradas, siendo descrito como la más compleja legislación de la historia de la Unión Europea y la más importante en los últimos 20 años Es hasta la fecha la legislación más estricta reguladora de las sustancias químicas e impactará en las industrias a todo lo largo del planeta. El Reglamento REACH entró en vigor en junio de 2007, mediante una fase de implantación que se extiende a lo largo de la siguiente década.

## Generalidades
Cuando el Reglamento REACH se encuentre plenamente en vigor, requerirá que todas las empresas que fabriquen o importen sustancias químicas a la Unión Europea en cantidades superiores a una tonelada al año a que registren esas sustancias en una nueva Agencia Química Europea con sede en Helsinki, Finlandia. Dado que el Reglamento REACH es de aplicación para algunas sustancias que forma parte de objetos ('artículos' en la terminología del Reglamento REACH) cualquier empresa importadora de bienes en Europa puede verse afectada.
Alrededor de 143.000 sustancias químicas comercializadas en la Unión Europea fueron prerregistradas hasta la fecha tope del 1 de diciembre de 2008. Aunque el prerregistro no era obligatorio, otorgaba a los potenciales registrantes un plazo más extenso para el trámite de registrarse. El suministro de sustancias al mercado europeo que no hayan sido prerregistradas o registradas es ilegal (en lo que se conoce en el Reglamento REACH como "sin datos, no hay mercado").
El Reglamento REACH también regula el uso continuado de las 'Sustancias Químicas Muy Preocupantes' (abreviadamente SVHC, del inglés Substances of Very High Concern) por su potencial impacto negativo en la salud humana o en el ecosistema. Desde el 1 de junio de 2011, la Agencia Química Europea debe recibir notificación de la presencia de SVHCs en artículos en los que la cantidad total usada sea mayor a una tonelada por año y que la SVHC esté presente en más de un 0'1 % de la masa del objeto. Algunos usos de las SVHC pueden estar sujetos a la autorización previa por parte de la Agencia Química Europea, y las solicitantes de autorización tendrán que incluir planes para reemplazar el uso de la SVHC por una alternativa más segura (o, si no existen alternativas seguras, la solicitante habrá de trabajar en conseguir una) - lo cual es conocido como 'sustitición'. A marzo de 2009 hay quince SVHCs.
El Reglamento REACH es aplicable a todas las sustancias químicas importadas o producidas en la UE, en contraste con el Acta de Control de Sustancias Tóxicas estadounidense que solo se aplica a las sustancias químicas que entran de nuevas en uso. La Agencia Química Europea gestionará los aspectos técnicos, científicos y administrativos del sistema REACH.
La Comisión Europea apoya a los negocios afectados por el Reglamento REACH mediante el suministro - libre de cargo - de una aplicación informática (IUCLID), que simplifica la recolección, el manejo y el envío de los datos de las propiedades químicas y de los efectos.

## Historia
El Reglamento REACH es fruto de una revisión en profundidad de la política química de la UE. Superó la primera lectura del Parlamento Europeo el 17 de noviembre de 2005, y el Consejo de Ministros alcanzó un acuerdo político para una posición común el 13 de diciembre de 2005. El Parlamento Europeo aprobó el Reglamento REACH el 13 de diciembre de 2006 y el Consejo de Ministros lo adoptó formalmente el 18 de diciembre de 2006. De especial importancia ha resultado el balancear el gasto y el beneficio, con un coste estimado de cumplimiento de alrededor de 5 billones de euros a lo largo de 11 años, y unos beneficios asumidos para la salud de billones de euros ahorrados en costes sanitarios. En todo caso, existen diferentes estudios en los que las estimaciones de los costes varían considerablemente en cuanto a su resultado.
Una regulación aparte - el Reglamento CLP (del inglés Classification, Labelling, Packaging, "Clasificación, Etiquetado, Embalaje") - implanta el Sistema mundialmente armonizado de clasificación y etiquetado de productos químicos de las Naciones Unidas (GHS, del inglés Globally Harmonized System), al que añade algunas particularidades no consideradas por la ONU en forma de frases de riesgo EUH,. Reemplazará gradualmente a las anteriores Directiva de Sustancias Peligrosas y Directiva de los Preparados Peligrosos. Entró en vigor el 20 de enero de 2009, y se encontrará plenamente implantada para 2015.

## Motivación del Reglamento REACH
La legislación fue propuesta por una razón doble: la protección de la salud humana y la protección del ecosistema.
El uso de sustancias potencialmente tóxicas (tales como los ftalatos o los retardantes de llama bromados) es indeseable y el Reglamento REACH obligará a que el uso de estas sustancias sea superado. El uso de sustancias potencialmente tóxicas en productos diferentes de aquellos que son ingeridos por los humanos (tales como los dispositivos electrónicos) puede parecer seguro, pero hay varias maneras por las cuales las sustancias químicas pueden entrar en el cuerpo humano y en el ecosistema. Las sustancias pueden abandonar los artículos durante el uso de consumo, por ejemplo en el aire cuando pueden ser inhaladas o ingeridas. Incluso cuando pueden no dañar directamente a los humanos, pueden contaminar el aire o el agua, y pueden entrar en la cadena alimentaria a través de las plantas, de los peces o de otros animales. Según la Comisión Europea, existe poca información sobre el 99 por ciento de las decenas de miles de sustancias químicas situadas en el mercado anteriormente a 1981. En 1981 había en la UE 100.106 sustancias químicas en uso, cuando se realizó el último inventario. De ellas solo 3.000 han sido probadas y alrededor de 800 son conocidos carcinógenicas, mutagénicas o tóxicas para la reproducción. Estas son las listadas en el Anexo 1 de la Directiva de Sustancias Peligrosas (ahora Anexo 3 del Reglamento CLP).
El uso continuado de muchas sustancias químicas tóxicas se justifica algunas veces porque 'a concentraciones muy pequeñas no comprometen la salud'. Sin embargo, muchas de estas sustancias pueden bioacumularse en el cuerpo humano, alcanzando así concentraciones peligrosas. Pueden también reaccionar químicamente entre ellas, produciendo nuevas sustancias que acarréen nuevos riesgos.

## Controversia
Aparte de los potenciales costes para la industria y de la complejidad de la nueva ley, el Reglamento REACH ha atraído también la atención dado su potencial para un incremento muy significativo de la experimentación con animales en su propuesta. La experimentación animal con vertebrados se permite solo una vez por sustancia y cuando no puedan ser utilizadas alternativas adecuadas. Si una empresa paga por estos experimentos, debe vender los derechos de estos resultados a un precio "razonable" (aunque esto no queda definido). Existe una preocupación añadida sobre que el acceso a la información necesaria puede resultar muy costosa para los potenciales registrantes siendo necesaria su compra.
El 8 de junio de 2006 la propuesta del Reglamento REACH fue criticada por un grupo de naciones que incluía los Estados Unidos, India y Brasil argumentando la propuesta puede dificultar el comercio mundial.

## Fraude
Muchos 'prerregistros' parecen haber sido realizados por servicios de consultoría como "representación exclusiva" de importadores. Algunas consultorías han sido también designada como facilitadoras del Foro de Intercambio de Información sobre las Sustancias (abreviadamente SIEF, del inglés Substance Information Exchange Forum).
Algunos SIEF proporcionarán nuevos retos. Algunos 'pre-registrantes' pueden ser sencillamente consultorías esperando trabajos,mientras que otros pueden estar buscando cobrar cifras exorbitantes por los datos que tienen que ofrecer.